# Shimonita
Shimonita (下仁田町, Shimonita-machi) est un bourg localisé dans le district de Kanra, Gunma, au Japon.

## Géographie

### Démographie
En date du 1er janvier 2014, le nombre d'habitants de Shimonita était estimé à 8 115, soit une densité de 43 habitants par km2. La superficie totale du bourg est de 188,27 km2, dont 84 % de forêts.

## Patrimoine
- Sanctuaire Nakanotake, célébrant le rocher divin Todoroki-iwa (轟岩?) situé sur la pente sud du mont Myōgi.

## Économie
Shimonita est réputé pour sa production de konjac et de ciboule.